# 三ヨウ化アンチモン
三ヨウ化アンチモン（さんヨウかアンチモン、antimony triiodide）は、化学式が SbI3 の無機化合物である。深紅色の固体で、化学式が SbxIy の中で唯一単離できる化合物である。気体の三ヨウ化アンチモンはピラミッド形の分子であることがVSEPR理論によって予想される。固体状態では、Sb 中心は6個のヨウ素が形成する八面体に囲まれているが、6個のヨウ素のうち3個は近く、他の3個は離れている。関連化合物に三ヨウ化ビスマスがあるが、この Bi-I 距離は全て等しい。
三ヨウ化アンチモンは熱電気材料の作成においてドーパントとして使われる。